# Кафе американо
Кафе америка́но (на италиански: caffè americano – „кафе по американски“) – е начин за приготвяне на кафе, при който еспресо се смесва с определено количество гореща вода.
Тази напитка е създадена в Италия по време на Втората световна война за американските войници като аналог на популярното американско кафе регулар. Общото с тази напитка е големият обем и слабата концентрация на кафе.

## Приготвяне
Кафе американо се прави от една или две порции еспресо, в която се добавя от 30 до 470 мл. гореща вода. При това горещата вода може да се добави от еспресо машината или от кана с гореща вода.

## Разновидности
Ледено американо се прави при добавяне на студена, а не на гореща вода.